# Carlo Bartolomeo Musso
Carlo Bartolomeo Musso (Rivara, 1863 – Torino, 1935) è stato uno scultore e decoratore italiano.

## Biografia
Carlo Musso, nato a Rivara in Piemonte nel 1863, si diploma in scultura presso la Regia Accademia albertina di belle arti di Torino nel 1882. Con il fratello Secondo e con Francesco Papotti è contitolare, dal 1886 al 1908, della ditta Fratelli Musso e Papotti, attiva nella realizzazione di apparati decorativi in scagliola, stucco lucido, cemento comune e pietra artificiale, apparati effimeri, modelli e monumenti funebri. La ditta Fratelli Musso e Papotti, dal 1909 ditta Carlo Musso, chiude nel 1936, dopo mezzo secolo di attività, nel corso del quale progetta e realizza gli apparati decorativi delle dimore private di esponenti della famiglia reale, della nobiltà e della nascente borghesia imprenditoriale piemontese, le sedi di istituzioni pubbliche, enti religiosi, istituti bancari e assicurativi sempre in rapporto e collaborazione con i più affermati ingegneri e architetti esponenti della cultura eclettica e del nuovo stile floreale.
Particolarmente significativi per indagare i rapporti tra architettura e decorazione, i progetti in collaborazione con Carlo Ceppi, Pietro Fenoglio, Giovanni Chevalley e Annibale Rigotti, così come, per indagare la lavorazione e la messa in opera del litocemento, i rapporti con l'impresa Porcheddu, agente e rappresentante in Italia del Sistema Hennebique, con la quale partecipa a diversi cantieri torinesi tra cui si cita casa Priotti (1900-1909, progetto Ceppi).
Rilevanti anche la partecipazione alle Esposizioni nazionali e internazionali su coinvolgimento dei comitati organizzatori e della committenza imprenditoriale, gli interventi di restauro in collaborazione con la Soprintendenza all'arte medievale e moderna (poi ai monumenti) per il recupero e l'integrazione di stucchi antichi nel santuario della Consolata, al castello di Moncalieri, a Palazzo Reale, a Palazzo Madama e alla reggia di Venaria e l'attività didattica prestata da Carlo Musso e Francesco Papotti presso le scuole tecniche San Carlo e dall'architetto Giovanni Clemente, direttore della ditta, presso il liceo artistico dell'Accademia albertina.
Muore a Torino nel 1935.